# 博通有限
博通（NASDAQ：AVGO），美國的無廠半導體公司，其業務內容廣泛，原在新加坡設立總部。前身為安華高科技（Avago Technologies Limited）創立於1961年，在2016年2月完成對博通的收購後，改名博通有限公司（Broadcom Limited）。在2018年博通有限宣布將總部從新加坡遷至美國，更名為現在的博通（Broadcom Inc.）。

## 歷史
安華高科技於1961年成立，原為惠普公司之下的半導體部門。1999年，HP公司分拆出安捷倫公司。2005年，安捷倫公司將其I/O solutions部門分拆出售。
2009年8月6日安華高科技在NASDAQ掛牌上市（股票代號：AVGO）。
2015年5月29日，安華高科技公司收購Broadcom Corporation。2016年完成收購，改名博通有限公司。在2018年總部搬遷至美國。
2016年7月8日，Cypress Semiconductor Corporation以5.5億美元收購博通旗下物聯網業務 Wi-Fi、藍牙和 Zigbee 無線技術。11月3日博通以59億美元現金，包含債務在內收購網通設備大廠博科通訊系統公司。
2017年11月6日博通有限公司計畫以60美元為現金，10美元為股份，每股合共70美元，涉資超過1300億美元收購高通。为规避外国在美投资委员会的审查，博通加速将总部从新加坡迁回美国。2018年3月12日，美國總統川普發布行政命令，以國家安全為由阻擋這起併購案。川普聲明表示：「依據可信的證據，我認為处于新加坡法律环境下的博通，在併購高通时可能会采取威胁损害美國國家安全的行为。」
2018年7月13日博通以每股44.5美元，斥資189億美元收購CA Technologies，其中180億美元將以債務融資，其餘由現金支出，於2018年11月5日完成收購。
2019年8月8日博通斥資107億美元現金收購賽門鐵克的企業安全業務，於2019年11月4日完成收購。
2020年1月7日，埃森哲公司同意從博通手中收購賽門鐵克擁有300人的網絡安全服務部門。
2022年5月26日博通斥資610億美元收購VMware，并承担其80亿美元的负债，此一交易已获得双方董事会的同意，已於2023年11月22日完成收購。博通总裁Tom Krause在當日的财报电话会议上表示收购后VMware将会从永久许可模式迅速改为订阅制。

### 拆股風雲
Broadcom（AVGO.US）公司於美國時間2024年7月12日施行拆股，1拆10。